# Palácio de Navarra

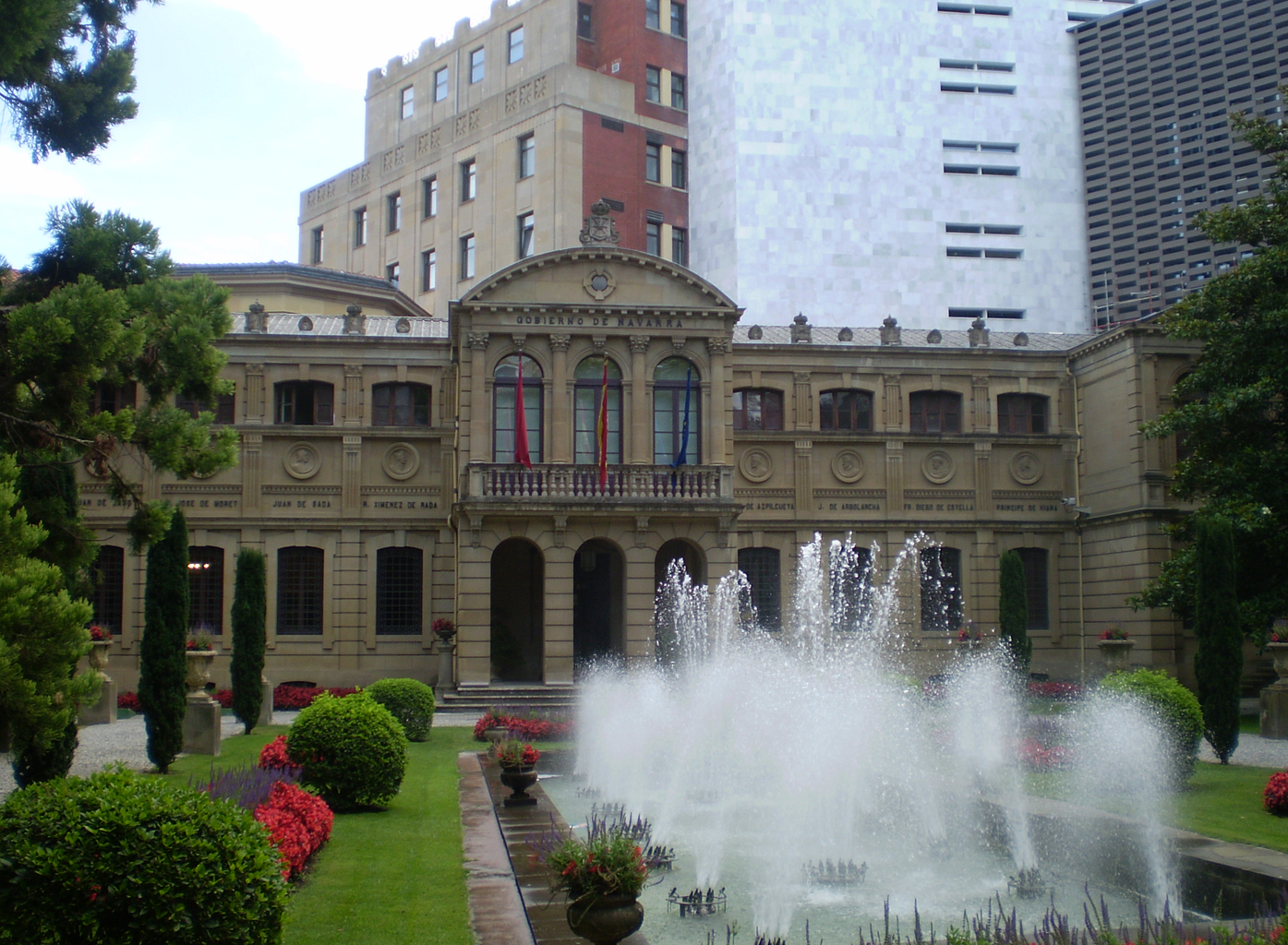
Jardins

O Palácio de Navarra ou Palácio da Deputação é o edifício-sede do Governo de Navarra, em Pamplona, Espanha. Foi construído no século XIX e ampliado no início do século XX. Antes de ser sede do Governo de Navarra foi a sede da Deputação Foral de Navarra (antiga designação do governo local).
Localiza-se no Primeiro Ensanche de Pamplona; a fachada principal encontra-se no início do Paseo de Sarasate; a ala norte dá para a Praça do Castelo; e tem ainda uma fachada virada para a Avenida Carlos III. Ocupa terrenos que pertenceram ao convento desaparecido das Carmelitas Descalças, o qual foi desamortizado (expropriado pelo estado) no início do século XIX.
O projeto original é da autoria do arquiteto José de Nagusia. A construção foi iniciada em 1840. É um edifício neoclássico de carácter palaciano, imponente, um estilo usual da arquitetura institucional do vizinho País Basco. Destaca-se pela imponência das suas paredes em silhar, a dimensão calculada dos elementos e a sua distribuição, e pelo frontão clássico em estilo dórico da fachada principal no Paseo de Sarasate. Nas suas paredes ainda são visíveis os imapctos das bombas caídas no dia 12 de novembro de 1937, durante a Guerra Civil Espanhola.
Em 1929 foi ampliado para a Avenida Carlos III, o eixo do Segundo Ensanche, usando o mesmo estilo da parte que já existia. O projeto de ampliação foi da autoria de José y Javier Yárnoz e os trabalhos de escultura e relevo da segunda fachada foram executadas em 1932 por Fructuoso Orduna. Na nova fachada está representada Navarra e as atividades económicas e artísticas que a caracterizavam.
No interior destaca-se o Salão do Trono, de grande majestosidade, em estilo isabelino, construído entre 1861 e 1865 sob a direção do arquiteto Maximiano Hijón, que dirigiu a obra e contratou todos os artistas que nela participaram. Entre os seus elementos há uma uma faustosa escadaria de acesso.
O palácio tem um jardim com uma fonte luminosa, onde se encontra uma das sequoias existentes em Pamplona, a qual é popularmente conhecida como o Pino de la Diputación (Pinheiro da Deputação).
Em 1896 Florencio Ansoleaga construiu num dos lados o Arquivo Provincial, o qual foi transladado recentemente para o Palácio dos Reis de Navarra, quando este foi reconvertido para esse efeito.